# 立道聡子
立道 聡子（たてみち さとこ、1982年2月5日 - ）は、日本のミュージシャン、シンガーソングライター、作曲家、作詞家、スタジオミュージシャン、その他アーティストのサポートプレイヤー。福岡県出身。筑波大学附属視覚特別支援学校卒業。

## 来歴
体重850gの超未熟児で誕生。未熟児網膜症により、生まれつき全く目が見えない視覚障害者である。
絶対音感に恵まれ、3歳でピアノを、14歳で作曲を始める。インディーズ時代には既に300曲以上を書きためていた。
2004年、盲学校の音楽サークルで知り合った、同じく全盲視覚障害者の男性（元スタジオミュージシャン。マッサージ師に転職）と結婚。2006年、長男を出産。
2012年8月14日、2010年9月末に夫と別居し、2011年4月に離婚したことを公表した。同時に、所属事務所のストロベリーカンパニーを辞めたことも明らかになった。
2012年10月8日、再婚したことを公表した。

## 略歴
- 2007年10月10日、シングル「たからもの」（インディーズ版）を発表。
- 2009年5月20日、ビクターエンタテインメントより、シングル「たからもの」でメジャーデビュー。
- 2009年5月21日、自らの半生を綴った著書『愛はみえる 〜全盲夫婦の“たからもの”〜』が光文社から発売される。
- 2009年6月28日、フジテレビ『ザ・ノンフィクション』において、妊娠・出産からメジャーデビューまでの軌跡が紹介された。
- 2010年9月3日、上記著書を原作とするスペシャルドラマ『愛はみえる〜全盲夫婦に宿った小さな命』がフジテレビ系で放送された。主演は上戸彩、夫役は小出恵介。

## ディスコグラフィ

### シングル
- たからもの（2007年10月10日、インディーズ版）
- たからもの（2009年5月20日、ビクターエンタテインメント）

### アルバム
- たからもの 〜みえないけど、きえないもの〜（2009年7月22日、ビクターエンタテインメント）

## 書籍

### 著書
- たからもの 〜全盲の夫婦と赤ちゃんの愛の物語〜（2007年8月、双葉社、ISBN 978-4-575-29986-1）
- 愛はみえる 〜全盲夫婦の“たからもの”〜（2009年5月22日、光文社、ISBN 978-4-334-97570-8） - 共著：八木里美

## 出演

### テレビ番組
- ザ・ノンフィクション（2009年6月28日、フジテレビ）
- 走れ!ポストマン（2009年7月5日、毎日放送）
- 奇跡体験!アンビリバボー（2009年7月9日、フジテレビ）
- クリスマス特別番組2009「音楽彩」〜本田美奈子.メモリアル〜（2009年12月24日、TOKYO MX）

### ラジオ番組
- 城田優のオールナイトニッポン（2010年1月4日、ニッポン放送）
- オールナイトニッポンR（2010年9月3日、ニッポン放送[3]）

### イベント
- 第29回 区民ふれあいフェスタ'09（2009年12月6日、世田谷区民会館）
- ちばハートフル・ヒューマンフェスタ2009（2009年12月8日、千葉県文化会館）[4]

### ライブ
- 2009 LIVE FOR LIFE 音楽彩（2009年11月22日、日比谷公会堂）[5]